# 郭図
郭 図（かく と、? - 205年）は、中国後漢時代末期の政治家、武将。字は公則。豫州潁川郡の人。

## 正史の事跡

### 初期の事跡
潁川郡の計吏であったが、太守の陰脩から荀彧・荀攸・鍾繇らと共に官吏として推挙され、当時の朝廷を輝かせた。その後、同郡の荀諶・辛評らと共に袁紹に仕えた。同郡の郭嘉は袁紹から去る時、辛評と郭図に袁紹の欠点を告げたという。
初平2年（191年）、郭図は荀諶・張導・高幹らと共に韓馥を説得し、冀州を袁紹に譲らせた。
興平2年（195年）、沮授が献帝を鄴に迎えるよう進言すると、郭図は淳于瓊と共に反対した。袁紹は郭図を使者として献帝の下へ派遣し、帰還した郭図は献帝を迎えるよう袁紹に勧めたが、袁紹は受け入れなかった。もともと献帝が即位したことが袁紹の本意ではなく、そのため結局見送られることになったという。
建安4年（199年）、沮授と田豊が、曹操と対抗する上で持久戦略の採用を主張したのに対し、郭図は審配と共に短期決戦戦略の採用を主張した。すると袁紹は郭図・審配を支持した。さらに郭図が、監軍（袁紹軍総司令官の地位に当たる）の地位に在った沮授について、その勢威が強大すぎると袁紹に讒言したため、監軍の地位・権限は三都督へと三分割され、沮授・淳于瓊・郭図の3人が都督に任命されることとなった。

### 官渡の戦い
建安5年（200年）2月、官渡の戦いが始まると、郭図は淳于瓊・顔良と共に白馬に駐留する劉延を攻撃した。しかし曹操軍の荀攸の計略により、顔良・文醜の両将を喪失するなど苦戦した。沮授が病気を口実に黄河を渡ろうとしなかったので、袁紹はこれを恨んで沮授の兵を郭図に編入した。
同年10月、袁紹は淳于瓊に命じて烏巣で兵糧を守備させていたが、曹操は許攸からこの情報を知ると烏巣急襲を図った。張郃は「曹操の軍勢は強いので必ず淳于瓊を破りますが、そうなったらお終いです。急いで救援すべきです」と進言したが、郭図は反対して「曹操軍の本陣を攻撃すれば、曹操は引き返すでしょう。そうすれば救援せずとも解決します」と主張した。張郃は「曹操軍の本陣は堅固で陥落させることはできません」と反論した。結局袁紹は両方の意見を中途半端に採用し、軽騎兵によって烏巣を救援させ、張郃と高覧には重装兵を率いさせ曹洪が守る本陣を攻撃させた。しかし烏巣への救援は間に合わず、淳于瓊らは曹操軍に撃ち破られ、烏巣の兵糧庫も破壊されてしまった。
『三国志』魏書張郃伝によれば、このとき郭図が責任追及を恐れて張郃のことを讒言したため、張郃は止む無く曹操に降伏することになったという。しかし『三国志』魏書武帝紀や袁紹伝によれば、張郃らが淳于瓊の敗北を聞いて降伏したため、袁紹軍は総崩れになったとある。裴松之が張郃伝の注で指摘するように、張郃伝と他の伝では時系列に矛盾が生じている。『三国志』魏書荀攸伝では、張郃らの降伏を怪しむ曹洪に、荀攸は「張郃は自分の計略が採用されなかった事を怒って降伏したのです。あなたはどうして疑うのです」と言っている。
この敗戦で、審配の子二人が曹操軍に捕らえられた。孟岱・蔣奇・郭図・辛評は、審配の勢威が強大すぎること、子の状況から反乱しかねないことを主張した。このため審配は失脚し、袁紹は孟岱を監軍として鄴を守らせた。後に審配は逢紀の弁護により復権した。

### 袁氏内紛と最期
建安7年（202年）に袁紹が死去すると、郭図は辛評と共に長男袁譚を後継者に推戴した。これに対し、郭図・辛評と不仲であった審配・逢紀が三男袁尚を推戴したため、これが袁氏の内紛につながってしまう。翌8年（203年）、郭図と辛評は「袁譚が後継者になれなかったのは審配の差し金である」と袁譚を後押し、袁尚に先制攻撃を仕掛けさせた。しかし袁尚の反撃に敗北して、平原に追い込まれ苦境に陥った。
このため郭図は袁譚に、「曹操と同盟を結び、曹操と袁尚が戦っている隙に勢力を拡大します。袁尚が敗北すればその残党を吸収でき、曹操は遠征軍で兵糧が続かず一度帰還するので、そうなれば曹操と対峙できます」と進言した。袁譚は拒否したが、後になって受け入れた。袁譚は郭図が推薦した辛毗を使者として派遣し、曹操と同盟を結んだ。曹操は袁尚を攻撃し、鄴を攻め落とし審配を処刑した。
曹操と袁尚が戦っている隙に、袁譚は冀州諸郡を次々と攻略し、袁尚の残党を吸収するなど、郭図の進言通りに勢力を盛り返した。しかし、それが原因で曹操から盟約違反と非難され、両軍は再び交戦することになった。建安10年（205年）春、袁譚と郭図は南皮に追い込まれて包囲をうけた。袁譚は出撃して曹操軍を攻撃して大いに怯ませるが、最終的に敗北し、郭図は袁譚と共に殺された。『後漢書』袁紹伝によると、この時捕まった郭図の妻子も一緒に処刑されたという。

### 内紛における郭図
審配が忠義を尽くして壮絶な最期を遂げたことと、官渡の戦いにおける郭図の所業の悪さが原因で、一般には袁氏内紛でも郭図が悪者とされがちである。
しかし、袁紹による明確な後継者指名がなかったにもかかわらず、審配らは袁紹の生前の寵愛を理由に袁尚を推し、『後漢書』袁紹伝によれば袁紹の遺命まで偽造したとされる。また同伝によれば、衆目は年長の袁譚後継支持であったとしている。
もっとも、その後の対応では、郭図も審配憎しで袁氏兄弟の対立を煽っており、袁譚に袁尚への先制攻撃を嗾けるなど、依然として問題行動が多かった。
『後漢書』袁紹伝では、露骨に名指しで書かれている。荊州の劉表が、袁氏内紛に際し王粲に和解の手紙を書かせたが、そこには「変事は辛評・郭図より起こされ、災禍は同胞にもたらされたと聞いております」と記されている。また審配も袁譚に手紙を書き、そこにも「どうして凶悪な臣下郭図などに蛇足を描かせ、ねじ曲がった言葉で媚びへつらわせ、ご親好を混乱させるのですか」と記している。

## 三国志演義
小説『三国志演義』では無能な参謀として描かれており、袁氏を衰亡させたように扱われている。
官渡の戦いの前哨戦で、関羽に文醜を討ち取られた際には、劉備を処刑するよう審配と共に袁紹に進言するが、劉備に巧言で逃れられている。また、劉備が劉表の下へ向かうと申し出ると、それを阻むよう袁紹に諫止したが、容れられていない。しかし結局、劉備は戻って来なかったため、袁紹がこれを討伐しようとすると、それよりも孫策と同盟して曹操を討つよう進言し、受け入れられている。
その後の官渡戦や袁氏内紛については、史実とほぼ同様の展開である。ただ、南皮の戦いでは楽進に弓で射られ、城の堀に転落して死んだことになっている。